# Otok
Otok és un poble de Croàcia situat al comtat de Split-Dalmàcia. El 2011 tenia 5.474 habitants, un 99% dels quals eren croats.